# Gouvernement Polotsk
Het gouvernement Polotsk (Russisch: Полоцкая губерния, Polotskaja goebernija) was een gouvernement (goebernija) binnen het keizerrijk Rusland. Het bestond van 1776 tot 1796. Vanaf 1778 heette het gebied onderkoninkrijk Polotsk (Russisch: Полоцкое наместничество). Het gouvernement ontstond uit de provincies Vitebsk, Daugavpils en Polotsk van het gouvernement Pskov. Het ging op in het gouvernement Wit-Rusland. Het gouvernement werd in 1920 heropgericht en bestond tot 1922. Dit gouvernement ontstond uit het gouvernement Cherson. Het gouvernement had 11 oejazden: Velizj, Vitebsk-Pahonia, Vitebsk, Dryia, Daugavpils, Ludza, Polotsk, Sebezj en Soerazj. De hoofdstad was Polotsk.